# Antoine Vollon
Antoine Vollon (Lione, 20 aprile 1833 – Parigi, 27 agosto 1900) è stato un pittore e incisore francese appartenente alla corrente realista.

## Biografia
Figlio di un artigiano esperto in decorazioni, dopo aver frequentato dal 1850 al 1853 la Scuola di Belle Arti di Lione, iniziò l'attività artistica come incisore su metallo e come decoratore di pentole e fornelli smaltati. 
Passato alla pittura a olio, influenzato dalla pittura olandese del XVII secolo, sviluppò presto un'attenzione particolare per i paesaggi marini e le nature morte (celebre il suo Burro della National Gallery of Art di Washington, opera del 1880 circa).
Nel 1859 si trasferì a Parigi dove entrò in contatto con molti artisti, tra cui lo scultore Jean-Baptiste Carpeaux. Strinse amicizia con lo scrittore Alexandre Dumas figlio, che lo accolse nella sua casa sulla costa della Normandia e che poi divenne un grande collezionista delle sue opere.
Nel 1863, anno del suo matrimonio, si trasferì in una fattoria a Mers-les-Bains, un piccolo villaggio di pescatori situato sulla costa della Piccardia. 
Nel 1864 espose al Salon e di nuovo nel 1878 (Ritratto di spagnolo con cane).
Tra i suoi allievi si ricordano Hortense Dury-Vasselon, Victor Vincelet e Joseph Garibaldi, che nell'agosto del 1900 rimase al capezzale del maestro per assisterlo fino al decesso.

## Galleria d'immagini

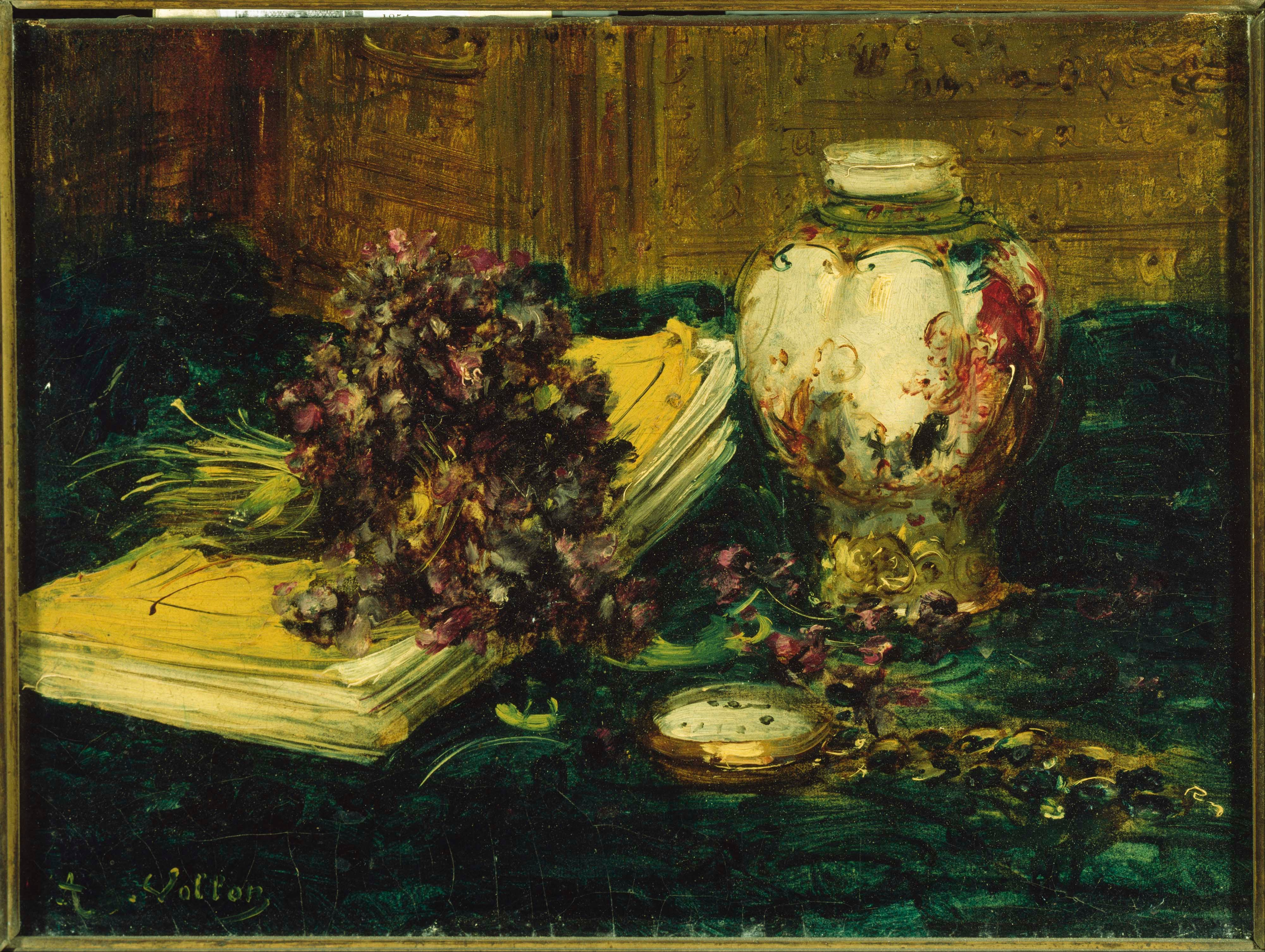
Violette, Phillips Collection, Washington D.C.
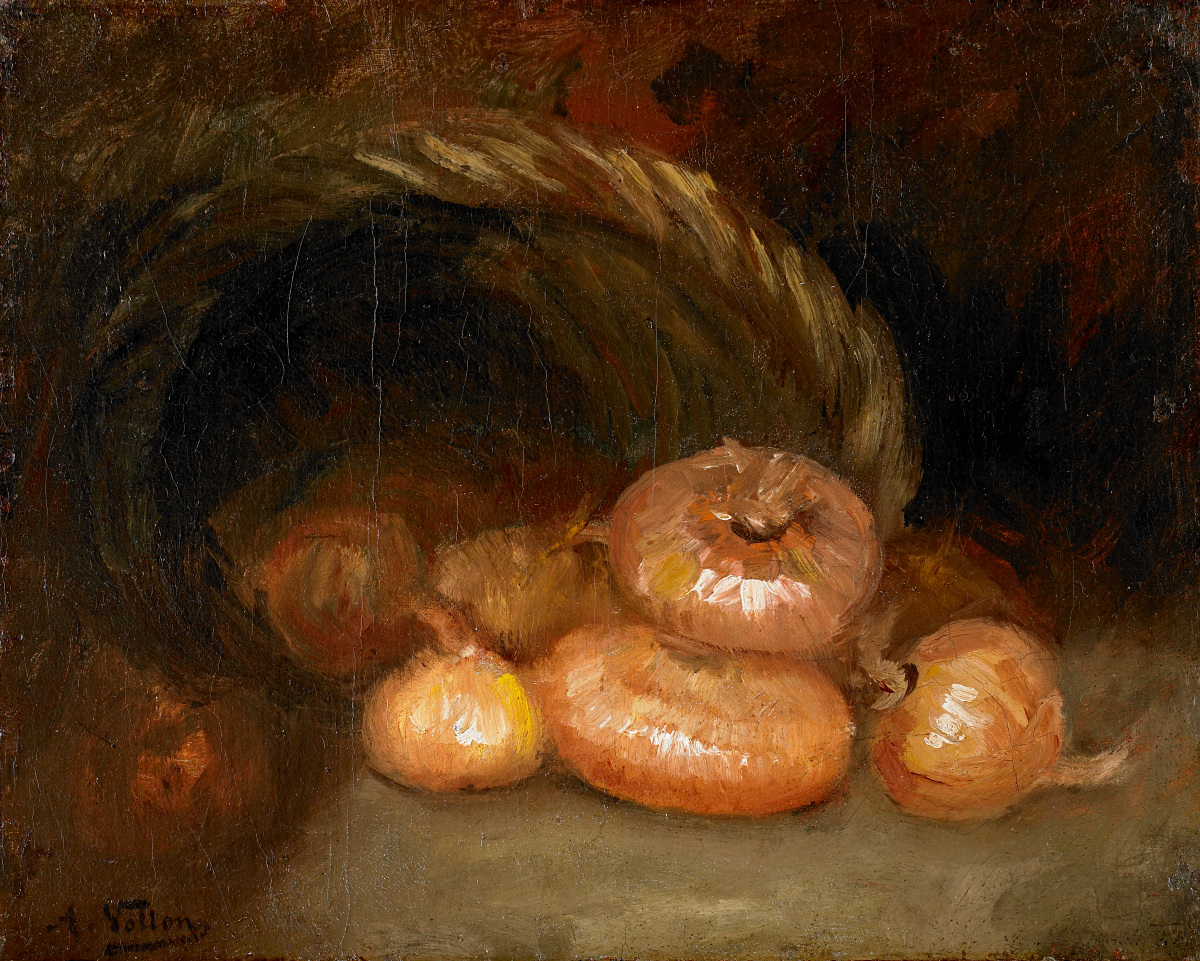
Cipolle (1875), Birmingham Museum of Arts, Birmingham (Alabama)
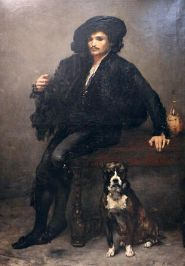
Ritratto di spagnolo con cane (1878)
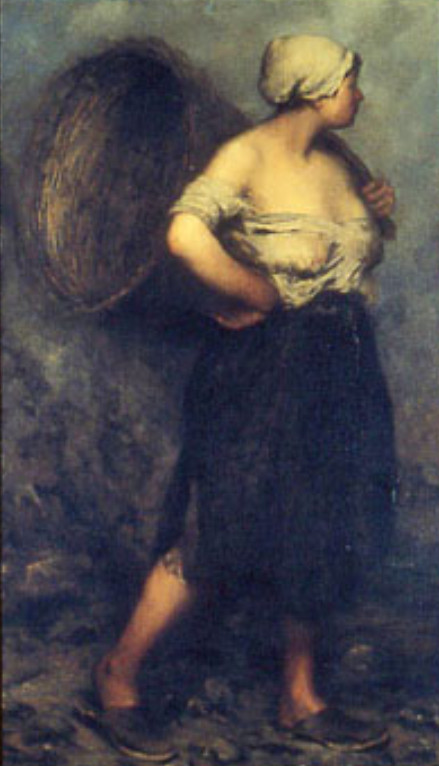
Donna (1876), Gemeentemuseum Den Haag, L'Aia